# إيغناخ
إيغناخ (بالألمانية: Egnach) هي إحدى بلديات مقاطعة أربون في كانتون تورغاو في سويسرا. تبلغ مساحتها 18.42 كيلومتر مربع، ويقدر عدد سكانها بـ 4573 نسمة (حسب تعداد ديسمبر 2015).

## أعلام
- كونراد شتيلي
- ميشائيل لانغ